# Primula stuartii
Primula stuartii är en viveväxtart som beskrevs av Nathaniel Wallich. Primula stuartii ingår i släktet vivor, och familjen viveväxter. Inga underarter finns listade i Catalogue of Life.